# 撫川城

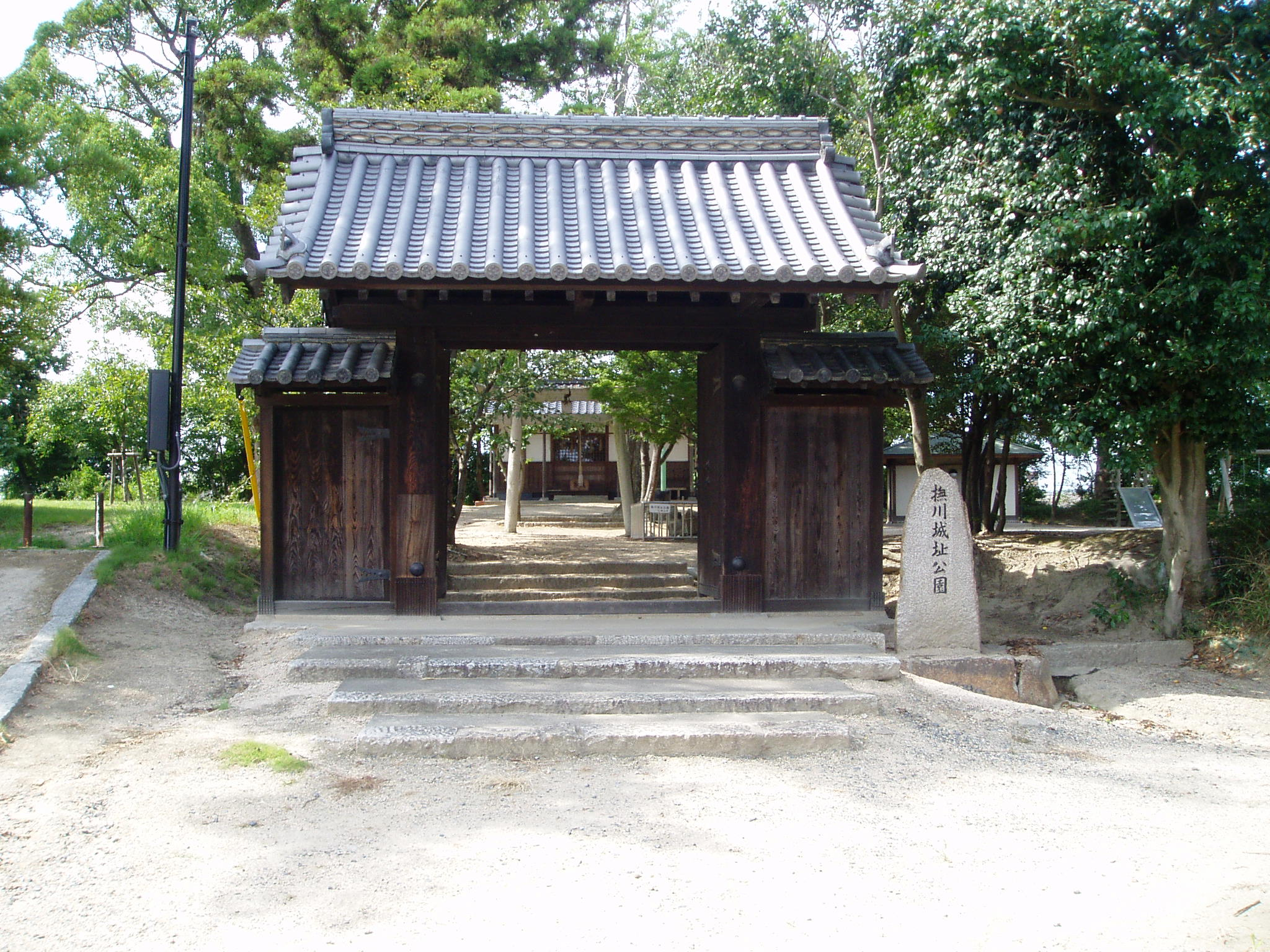
撫川陣屋総門

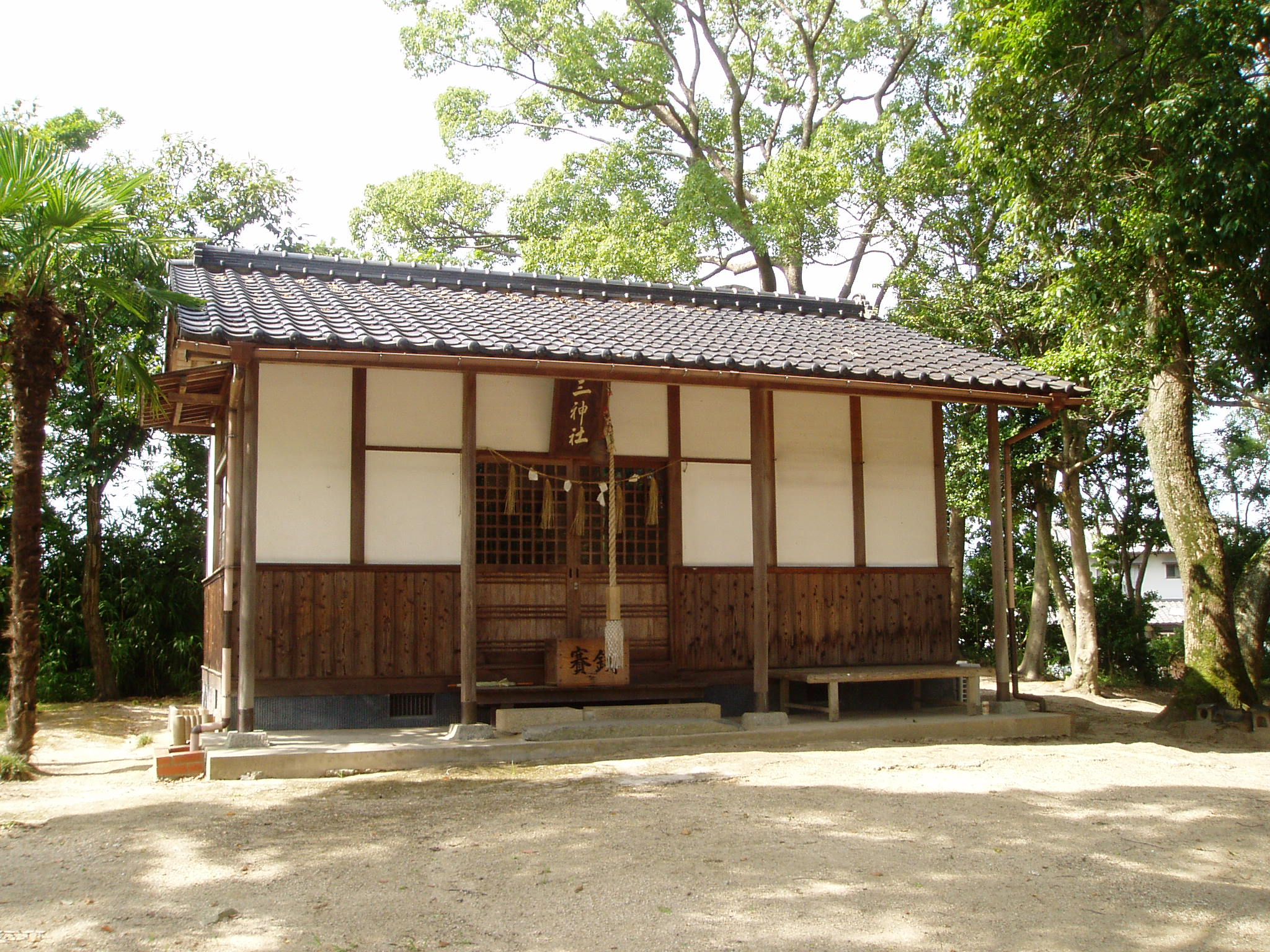
城址公園内の三神社

撫川城（なつかわじょう）は、岡山県岡山市北区撫川にあった江戸時代の日本の城。または徳川政権下の旗本の知行所・旗本陣屋。別名芝場城。県の指定史跡第1号である。江戸時代に、戦国時代以前の庭瀬城跡に旗本戸川家の知行所、撫川陣屋が置かれた。

## 概要
現在の撫川城跡は東西約85メートル、南北約55メートル、幅15メートルの濠と南側・北側と西側の一部に野面積の石垣が残る。うち、北西端には櫓台と思われる石垣の張出しも見ることができる。また、東半分には土塁が現存している。撫川城址公園入口にある門は撫川陣屋総門を明治になって現在地に移築したものである。
現在の撫川城址公園から200メートルほど東に庭瀬城跡がある。これは戦国時代の庭瀬城跡に庭瀬藩戸川家が構えた陣屋の西側一角に、戸川家改易後に撫川郷5千石を与えられて家名存続を許された弟の戸川逵冨が、現在撫川城跡と呼んでいる区域（旧・庭瀬城二の丸）周辺に居所を置き自領の政庁としたが、さらに1683年（天和3年）に久世重之が庭瀬が5万石で封じられた際、旧庭瀬城の放棄されていた東側（旧・庭瀬城本丸）に新たに居館・政庁となる陣屋（庭瀬陣屋）を置いたためである。両陣屋はほとんど隣接する形で明治まで存続した。

## 歴史

### 戦国時代
1559年（永禄2年） 備中国の三村家親が備前国の宇喜多直家に備えるために築かせたと伝えられている。
1575年（天正3年） 三村氏が、毛利氏に滅ぼされてからは毛利氏の出城となり、配下の井上就正と桂景信が、この城を守備した。
1582年（天正10年） 羽柴秀吉の備中高松城水攻めの際に、毛利方の国境防備の城「境目七城（冠山城、高松城、宮地山城、鴨庄城、日幡城、松島城、撫川城）」の一つとなり、城主の井上就正が800余人を率い守備した。撫川城は位置的に孤立した場所にあったため、吉川元春や小早川隆景に早々に撤退するように下命されていたが、就正はその命令に背いて織田方の羽柴勢と交戦し、井上勢は敗北した。城は羽柴勢に加勢していた宇喜多氏の所有となり、城は廃城となった。

### 江戸時代
1600年（慶長5年）宇喜多家から徳川家康に出奔していた元宇喜多秀家重臣の戸川達安は、関ヶ原の戦いでの功績を評価されて備中国都宇郡および賀陽郡のうち2万9千200石を与えられて入封した。戸川は庭瀬城跡を改修して陣屋を置き、居所とした。
1679年（延宝7年） 庭瀬藩4代藩主安風が早世したことにより、弟の戸川逵冨が名跡を継ぎ、交代寄合旗本として5千石を知行した。撫川陣屋と称された旗本戸川家在所の居館政庁は、この撫川城跡を中心とした場所に設けられ、東側は放棄された。この東側の跡地は戸川家改易から4年後の久世重之が入封してのち再度整備され、松平信通、さらに板倉重高以降は板倉家の庭瀬陣屋として整備され、再び利用されることとなった。

### 現代
1957年（昭和32年）5月13日、「撫川城跡（芝場城跡）」として岡山県史跡（第1号）に指定された。
現在の敷地内北側には三神社が鎮座し、撫川城址公園として周辺住民の憩いの場所となっている。

## 近隣施設
- 庭瀬城
- 犬養木堂記念館

## アクセス
- JR西日本 山陽本線庭瀬駅